# Арепівка
Аре́півка — село в Україні, у Новоукраїнській міській територіальній громаді Новоукраїнського району Кіровоградської області. Населення становить 38 осіб, частина з яких молдовани.

## Населення
Згідно з переписом УРСР 1989 року чисельність наявного населення села становила 45 осіб, з яких 15 чоловіків та 30 жінок.
За переписом населення України 2001 року в селі мешкало 55 осіб.

### Мова
Розподіл населення за рідною мовою за даними перепису 2001 року:
| Мова       | Відсоток |
| ---------- | -------- |
| українська | 63,64 %  |
| молдовська | 30,91 %  |
| російська  | 5,45 %   |